# Joel Abbot (Marineoffizier)

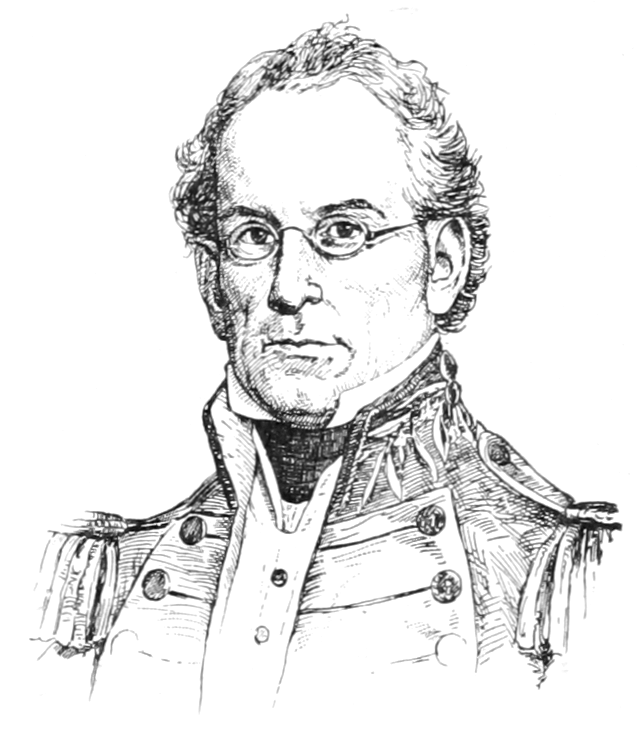
Porträtzeichnung von Joel Abbot (1900)

Joel Abbot (* 18. Januar 1793 in Westford (Massachusetts); † 14. Dezember 1855 in Hongkong) war ein US-amerikanischer Marineoffizier.

## Leben
Joel Abbot war der Sohn eines gleichnamigen Vaters und dessen Gattin Lydia, geborene Cummings. Er wurde für den Seedienst erzogen und meldete sich beim Ausbruch des Britisch-Amerikanischen Kriegs freiwillig zum militärischen Marineeinsatz. Dabei wurde er am 18. Juni 1812 zum Midshipman in der amerikanischen Kriegsflotte ernannt und machte an Bord der Fregatte President, unter dem Kommando von Commodore John Rodgers, die ersten Aktionen dieses Kriegs mit. 1813 geriet er in englische Gefangenschaft, kam aber durch einen Gefangenenaustausch bald wieder frei und diente nun unter Commodore Thomas Macdonough auf dem Lake Champlain. Ihm wurde befohlen, als britischer Seeoffizier verkleidet hinter die feindlichen Linien einzudringen und die in Sorel-Tracy gelagerten Spieren und andere von den Briten dringend zum Schiffsbau benötigte Gegenstände zu zerstören, welchen Auftrag er erfolgreich ausführte. Für diese gefährliche Tat und seinen am 11. September 1814 im Gefecht  bei der in den Lake Champlain hineinragenden Halbinsel Cumberland Head gezeigten Mut, erhielt er, wie andere Midshipmen Macdonoughs, vom Kongress einen Ehrendegen verliehen.
Am 1. April 1818 wurde Abbot zum Leutnant befördert. Im gleichen Jahr übernahm er die Führung des gekaperten Piratenschiffes Mariana. Im Januar 1820 heiratete er Mary Wood, mit der er ein Kind hatte. Diese, seine erste Gattin, starb bereits am 15. April 1821. Gereizt durch den Umstand, dass er nicht beurlaubt worden war um ihr in  ihren letzten Stunden beistehen zu können, erhob Abbot im März 1822 schwere Beschuldigungen gegen seinen Vorgesetzten, Kapitän Isaac Hull. Da er diese aber nicht beweisen konnte, wurde er zwei Jahre lang vom Dienst suspendiert. Danach durfte er wieder seine Arbeit bei der US-Navy versehen. Am 29. November 1825 ging er eine zweite Ehe mit Laura Wheaton ein und bekam mit ihr neun Kinder. 1838 wurde er zum Commander ernannt und im folgenden Jahr zum Kommandanten des Boston Navy Yard.
Am 3. Oktober 1850 stieg Abbot in den Rang eines Kapitäns auf. Als Commodore Matthew Calbraith Perry den Auftrag erhielt, diplomatische Beziehungen zwischen den USA und Japan herzustellen, ernannte er Abbot 1852 zum Befehlshaber der Fregatte Macedonian, die zur unter Perrys Oberkommando nach Japan segelnden Flotte gehörte. Auf Perrys Befehl besuchte er außer japanischen Inseln auch die Philippinen und Taiwan. 1854 versah er als Flaggoffizier Dienst beim East India Squadron. Im Alter von knapp 63 Jahren starb er Ende 1855 in Hongkong an den negativen Auswirkungen des südostasiatischen Klimas. Sein Leichnam wurde in die USA überführt und im Familiengrab der Familie Abbot in Warren (Rhode Island) beigesetzt. Zwei Zerstörer der amerikanischen Kriegsflotte, Abbot (DD-184) und Abbot (DD-629), wurden nach ihm benannt. Sein Sohn Walter Abbot († 1873) diente u. a. während des Sezessionskriegs in der US-Navy und erreichte den Rang eines Korvettenkapitäns.